# Pterichthys
Pterichthys is een geslacht van uitgestorven Placodermi uit het Devoon (400-360 miljoen jaar geleden).

## Kenmerken
Het voorste lichaamsgedeelte van deze placoderm was volledig bedekt met sterk gebogen, aaneengesloten platen, terwijl het achterste gedeelte met schubben was bedekt. Boven op de kop waren de ogen dicht bij elkaar geplaatst. De lengte bedroeg ongeveer twintig centimeter.